# Greg Land

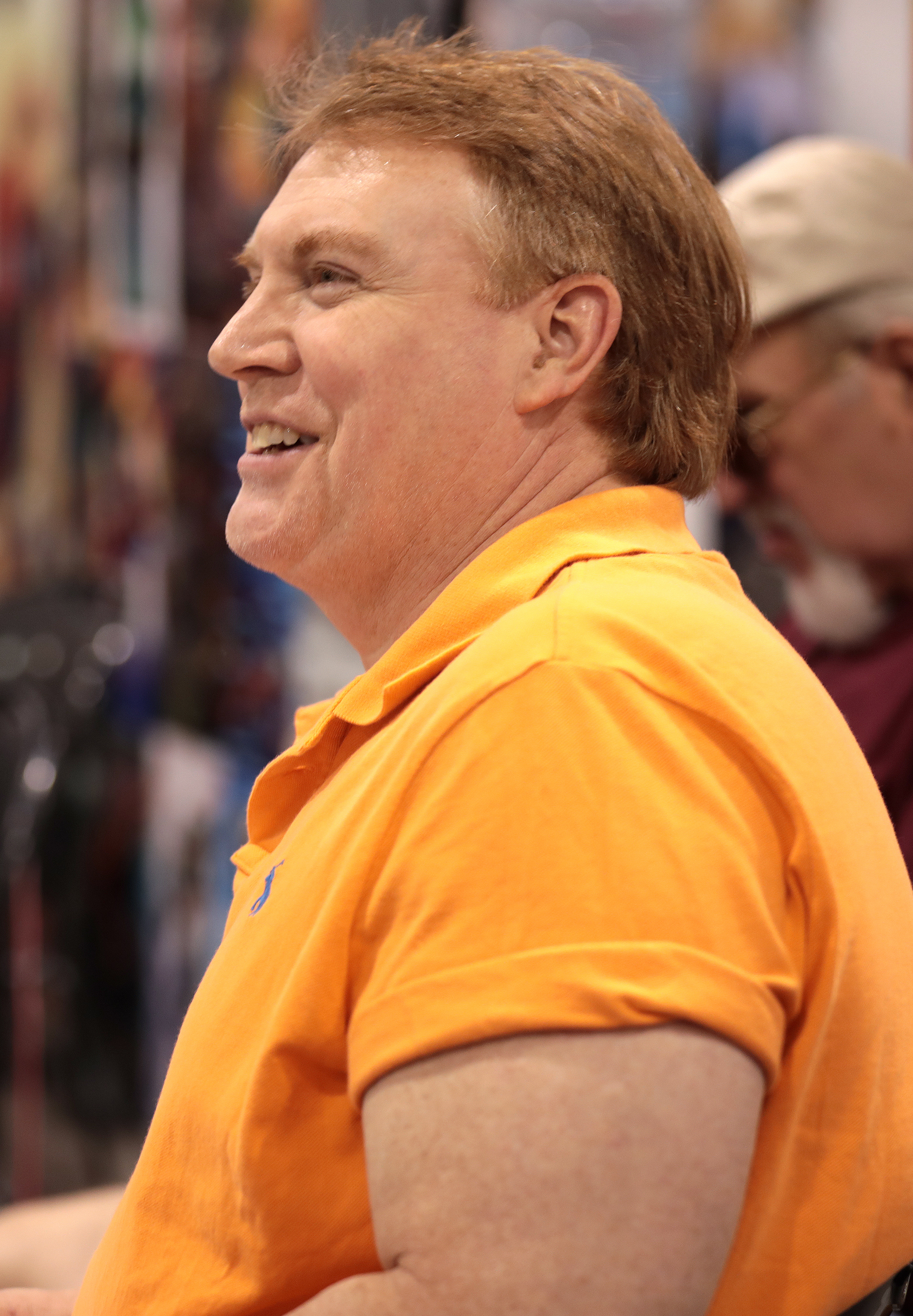
Greg Land

Greg Land (* um 1965) ist ein US-amerikanischer Comiczeichner.

## Leben und Arbeit
Greg Land, der aus dem Mittleren Westen der Vereinigten Staaten stammt, begann während seines Studiums an der Indiana State University für eine Firma zu arbeiten, die sich auf die Produktion von Malerzubehör spezialisiert hatte.
In den frühen 1990er Jahren gelang es Land bei einem amerikanischen Independent-Verlag ein erstes Engagement als professioneller Zeichner zu erhalten. Nachdem er dort mehrere Jahre lang an der Serie StormQuest gearbeitet hatte, gab ihn Pat Garrahy, einer der leitenden Redakteure des größten amerikanischen Comiverlegers DC-Comics, 1999 den Job des Cover-Zeichners für die Abenteuerserie Birds of Prey. Seine Arbeit an dieser Serie erwies sich schließlich als dermaßen populär, dass er auch die Zeichnungen für das „Innere“ der Hefte, also die eigentlichen Geschichten übernahm. Nachdem er mehrere Jahrgänge der Birds of Prey ins Bild gesetzt hatte, wechselte Land zu der, ebenfalls bei DC erscheinenden, Action-Serie Nightwing, die er als Nachfolger des Zeichners Scott McDaniel mehrere Jahre lang visualisierte.
Für den Verlag CrossGen übernahm Land 2001 die Zeichneraufgaben für die Fantasy-Serie Sojourn, die er bis 2004 betreute und für die er insgesamt 34 Ausgaben zeichnete. Nachdem CrossGen seine Verlagstätigkeit einstellen musste, wechselte Land zu Marvel Comics. Dort betätigte er sich zunächst erneut als Cover-Zeichner, so etwa für die Miniserie X-Men: The End, übernahm schließlich aber auch wieder die Gestaltung des Heftinneren von Serien wie Ultimate Fantastic Four und Miniserien wie Black Widow: Home Coming oder Ultimate Power.
Zu den bedeutenderen Comicautoren mit denen Land in der Vergangenheit zusammengearbeitet hat zählen unter anderem Jeph Loeb (Ultimate Power) und Chuck Dixon (Birds of Prey, Nightwing).

## Kontroversen
Lands Tätigkeit als Zeichner ist umstritten: Während seine Fans den Fotorealismus seiner Bilder im Allgemeinen und die klassische Schönheit der von ihm auf dem Papier ins Leben gesetzten Figuren im Besonderen rühmen, werfen ihm seine Kritiker – so etwa die Betreiber des Internet-Projektes Deconstructing Greg Land – vor, stereotype, individualitätslose Figuren zu zeichnen, deren Gesichtszüge und mimische Ausdrücke sich praktisch überhaupt nicht voneinander unterscheiden würden.
Als Beweis für diese Kritik wurden beispielsweise die Gesichter von Frauengestalten aus einer von Land gezeichneten X-Men-Geschichte und einer von ihm gezeichneten Sojourn-Geschichte übereinandergelegt, um zu zeigen, dass beide Figuren abgesehen von der Frisur und ihrer Farbgebung miteinander identisch seien.
Darüber hinaus bezichtigte man ihn sogar, die Gesichtszüge berühmter Filmdarsteller seiner Figuren, wie etwa der Schauspielerin Jessica Alba oder des Darstellers Hugh Jackman, eins zu eins abgezeichnet zu haben, womöglich sogar durch Scanprogramme in seine Bilder technisch integriert zu haben, was Land selbst entschieden zurückweist.